# Șumsk, Ucraina
Șumsk (în ucraineană Шумськ) este orașul raional de reședință al raionului Șumsk din regiunea Ternopil, Ucraina. În afara localității principale, nu cuprinde și alte sate.

## Demografie
Componența lingvistică a orașului Șumsk
     Ucraineană (99,36%)
     Alte limbi (0,62%)
Conform recensământului din 2001, majoritatea populației orașului Șumsk era vorbitoare de ucraineană (99,36%), existând în minoritate și vorbitori de alte limbi.